# Симун Самуелсен
Симун Елер Самуелсен (ферј. Símun Eiler Samuelsen; Вагур, 21. мај 1985) бивши је ферјарски фудбалер који је играо на позицији везног играча.

## Клупска каријера
Професионални деби је имао 2001. године у дресу Вагура, у Премијер лиги Фарских острва. Након пет сезона проведених у Премијер лиги Фарских острва, Самуелсен одлази у исландски Кефлавик. Ту проводи 5 година. У међувремену, 2007. годину проводи на позајмици у норвешком Нотодену. У фебруару 2010. Самуелсен се враћа у Премијер лигу Фарских острва и потписује уговор са ХБ Торсхавном.

### Европска такмичења
Самуелсен је дебитовао у европским такмичењима 21. јуна 2003. године. Тада је одиграо цео меч против румунске Дачије у првој рунди Интертото купа. Први гол у европским такмичењима је постигао против Ред була 20. јула 2010. у реванш мечу друге рунде квалификација за Лигу шампиона.

## Репрезентација
У дресу репрезентације је дебитовао 17. октобра 2001. за репрезентацију фарских острва до 17 година, и то у ремију против Велса. За А селекцију је дебитовао 4. јуна 2008. у пријатељској уткамици против Естоније. Свој први гол у дресу репрезентације дао је против Израела 8. октобра 2005.